# John Tarleton (político)
John Tarleton (26 de octubre de 1755 - 19 de septiembre de 1841) fue un comerciante y político británico.

## Vida
John Tarleton era el tercer hijo del rico comerciante, armador y traficante de esclavos de Liverpool, John Tarleton. Entre sus cinco hermanos se encuentra Banastre Tarleton.
John Tarleton siguió los pasos de su padre y se convirtió él mismo en comerciante y armador. Trabajó con sus hermanos Thomas, Clayton Tarleton y Daniel Backhouse a finales de la década de 1780 y a principios de la de 1790. El principal campo de actividad de los comerciantes de Liverpool estaba en las Indias Occidentales. Entre 1786 y 1804 invirtió en 39 barcos matriculados en Liverpool, que tenían un tonelaje por un total de 7.874 toneladas.
En 1787 se unió a los Whigs. En las elecciones generales parlamentarias de 1790 se presentó como candidato al distrito electoral de Seaford. Aunque fue derrotado en las elecciones, Tarleton logró expulsar al diputado Richard Paul Jodrell en marzo de 1792 de la Cámara de los Comunes con una petición y ocupar su lugar. Tarleton fue desde entonces miembro de la Cámara de los Comunes hasta 1796. Decidió no volver a presentarse para Seaford en las elecciones generales de ese año. En vez de ello se presentó para Liverpool, en la que su hermano Banastre fue su contrincante, siendo derrotado en esa elección.
El 26 de octubre de 1790 se casó con Isabel Collingwood. El matrimonio dio como resultado tres hijos y una hija. Murió el 19 de septiembre de 1841 y fue enterrado en el cementerio St. Pancras en Londres.